# هضبة أوفا
هضبة أوفا هي هضبة في جبال الأورال الجنوبية والوسطى، في باشكورتوستان وبيرم كراي وأوبلاست سفردلوفسك، في حوض نهر أوفا. يبلغ طول هضبة أوفا من الشمال إلى الجنوب حوالي 265 كم.

## جغرافيا
ارتفاع الهضبة ما بين 350-450 م (أعلى ارتفاع 517.9 م). في الشرق، تقتصر الحافة على ارتفاع يصل إلى 100 متر، أما في الغرب فهي مجوفة وتندمج مع السهل الأوروبي الشرقي .

## جيولوجيا
فيما سبق كانت أراضي هضبة أوفا في قاع المحيط، وبالتالي فهي تكونت إلى حد كبير من الصخور الرسوبية. من الناحية الجيولوجية، فإن هضبة أوفا عبارة عن كعكة طبقات تتكون من صخور الكارست، الكارست الهش وليس الصخور الكارستية على الإطلاق.
الصخور الرئيسية التي تشكل هضبة أوفا هي الحجر الجيري الذي يتآكل بسهولة عن طريق المياه. لا توجد أنهار كثيرة تتدفق عبر هضبة أوفا. وأهمها نهر أوفا وروافده: في الشمال - آي ‏، سارس ‏، تايو ‏؛ في الشرق - آي، بارياشكا، يوريوزان، رو كيرزيا، نهر يامنيلغا ‏، شرافارك، سيمكا ؛ في الغرب - بايكي، يوريوش، يريش. بعضهم قطعوا عمق الهضبة على مدى ملايين السنين وشكلوا أخاديد عميقة.
نظرًا لتطور الكارست، لا يمكنك العثور على تيارات دائمة على هضبة أوفا، إلا تيارات مؤقتة تتشكل بفعل ذوبان الثلوج أو بعد هطول الأمطار. كل المياه عبر المداخل والجهات المانحة تمر تحت الأرض. في بعض الأحيان هذه هي الأنهار كلها. على وجه الخصوص، يمتد نهر يامنيلغا ‏ تحت الأرض عند المصدر ذاته ويأتي إلى السطح بعد 60 كم مع مصدر كراسني كلوش ‏ (المفتاح الأحمر). بالإضافة إلى ذلك، هذه هي أنهار شاول وأسكان وغيرها.
المساحة الكاملة لهضبة أوفا مملوءة بالوديان الجافة عميقة.. تستخدم وديان هضبة أوفا للتواصل بين أجزائها المختلفة.وكانت شبكة واسعة من السكك الحديدية الضيقة قد بنيت فيها ذات مرة عندما كان قطع الأشجار يطبق على نطاق واسع.
هضبة أوفا مغطاة بالغابات الصنوبرية عريضة الأوراق. تسببت موارد الغابات الهائلة في هضبة أوفا منذ النصف الأول من القرن العشرين في قطع الأشجار على نطاق واسع هنا، والتي يقوم بها المستوطنون بشكل خاص. حتى التسعينات استمر نقل الأخشاب عن طريق السكك الحديدية العريضة الضيقة إلى قرية كراسني كلوش ‏.
على أراضي هضبة أوفا، تم تنظيم محميات أسكينسكي وبيرفوميسكي. منبع كراسني كلوش ‏، الكهوف في صخرة ساباكاي وأنهار يامنيلغا وسارفا ‏ هي المعالم الطبيعية.

## وصلات خارجية
- هضبة أوفا - بيرم، إقليم بيرم
- المادة المرجعية على هضبة أوفا. الموقع "جميع جبال الأورال الجنوبية"
- هضبة أوفا